# Katarinavägen

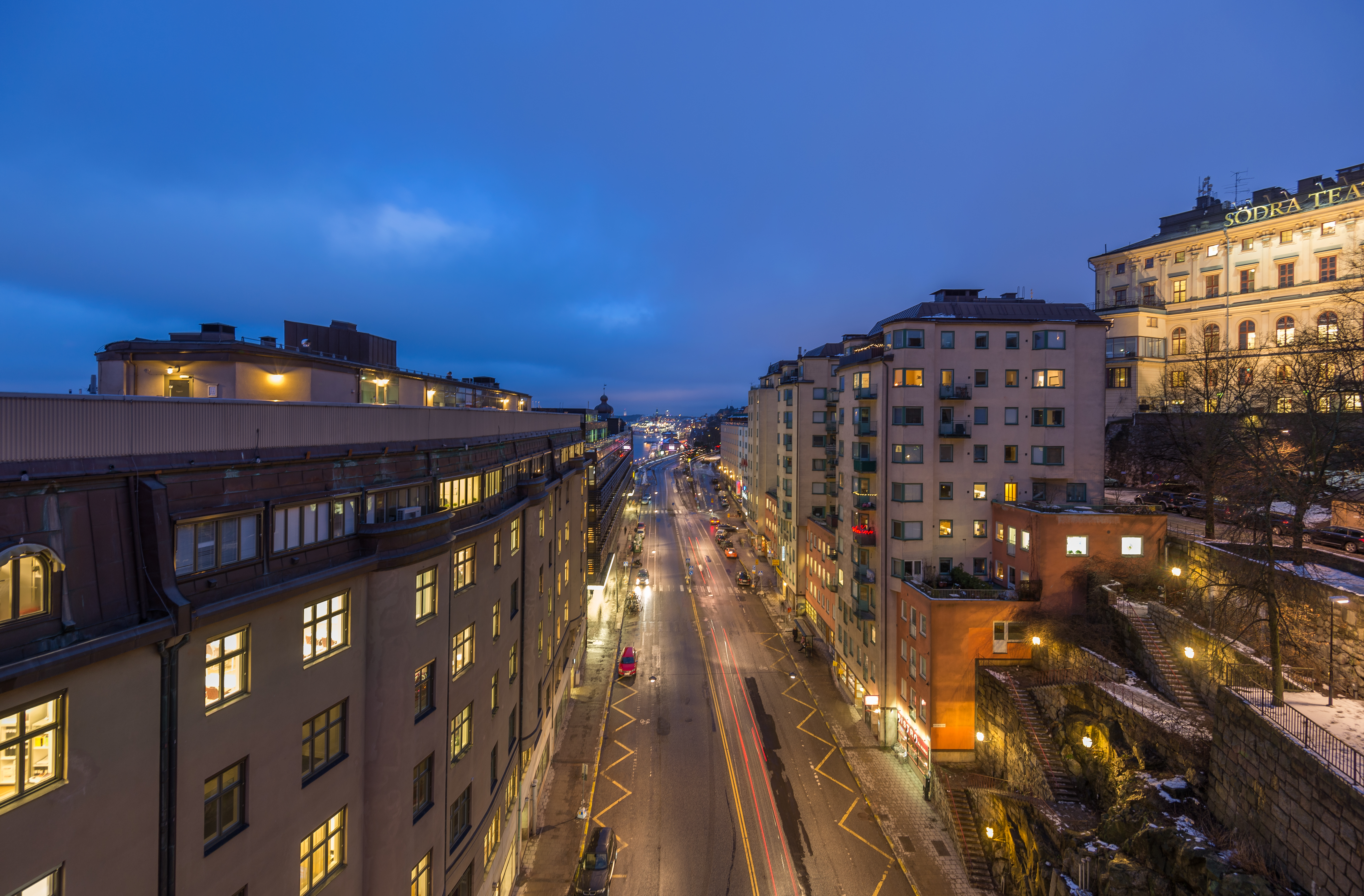
Katarinavägen sedd från Katarina gångbro österut, januari 2015.

Katarinavägen är en gata på Södermalm i centrala Stockholm. Katarinavägen fick sitt namn år 1900 och är uppkallad efter Katarinaberget på vars yttersta kant vägen går.

## Historik

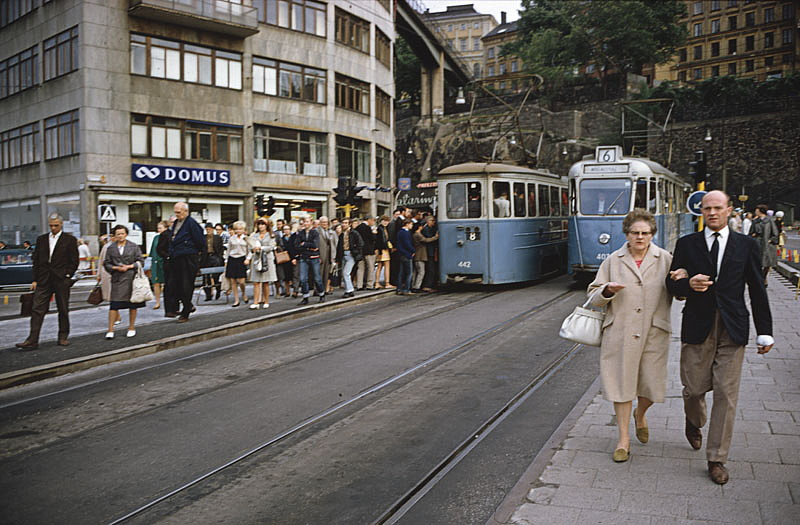
De sista spårvagnarna på Katarinavägen den 2 september 1967, dagen före högertrafikomläggningen.

Innan Katarinavägen drogs fram fick körande använda den branta Glasbruksgatan alternativt köra via Götgatan och Folkungagatan/Tjärhovsgatan för att nå fram till trakterna av Stigberget. Gatans sträckning planlades kort innan sekelskiftet 1900 och år 1900 började byggarbetena. Det krävdes många rivningar och omfattande sprängningar att anlägga gatan. Bland annat klipptes Fjällgatan och Stigbergsgatan och en del smågator försvann. 
Omdaningen följde en stadsplan från 1890-talet men vållade protester. De grönskade sluttningarna med sina idylliska trähus har ersatts af en rå, tvärbrant sprängd bergvägg..., skrev Dagens Nyheter i en debattartikel i februari 1908. Efter protester bevarades en del hus om än i förändrat form. Speciellt ett av dem vid nuvarande Nytorgsgatan 5 (se fastigheten Terrassen 16) kapades på ett drastiskt sätt från fem fönsteraxlars längd ner till en fönsteraxel. Under byggarbetena kallades  gatan ibland Katarina uppfartsväg. Den 28 oktober 1911 öppnades Katarinavägen för gående och den 1 februari 1914 även för spårvagn, linje IV. Spårvagnstrafiken fortgick fram till högertrafikomläggningen den 3 september 1967.

## Vägsträckning
Vägen började ursprungligen vid Slussplan i Gamla stan och gick sedan söderut via Slussen-karusellen fram till Renstiernas gata och Fjällgatan i öster. Efter färdigställandet av den ombyggda Slussen börjar gatan vid Slussbrogatan på Slussen.

## Trappor

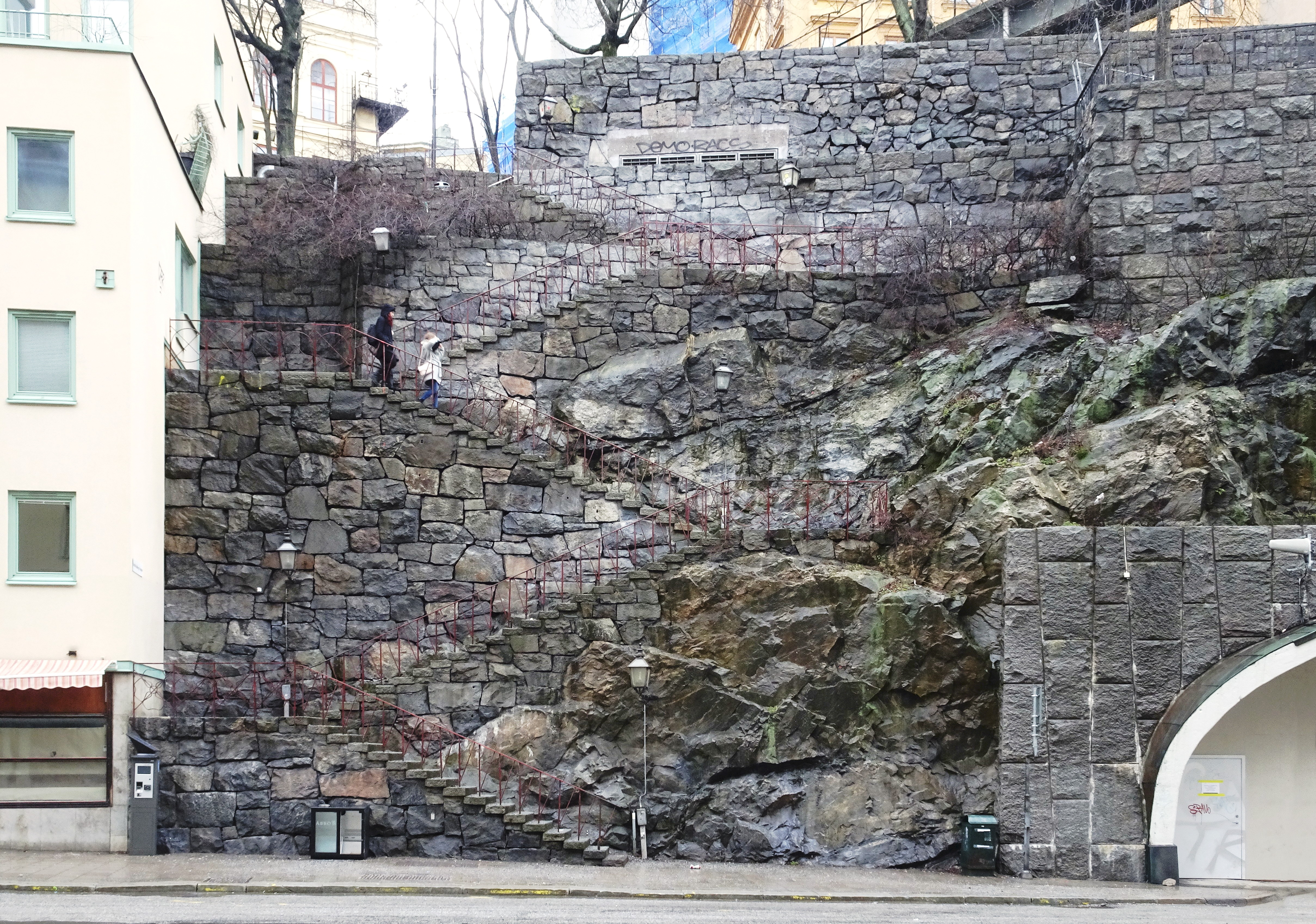
Harald Lindbergs trappor.

Från Katarinavägen leder tre trappor ner till Stadsgården (från väst till öst): 
- Borgmästartrappan
- Lokattens trappor
- Söderbergs trappor

Från Katarinavägen leder fem trappor upp till Klevgränd respektive Glasbruksgatan (från väst till öst): 
- Thor Modéens trappor
- Harald Lindbergs trappor
- Namnlös stentrappa
- Katarina kyrkobacke (norra del)
- Dihlströms trappor

## Övrigt
Där Katarinavägen och Renstiernas gata möts ligger Stadsgårdshissen, invigd 22 december 1907. Högt över Katarinavägen sträcker sig Katarina gångbro som färdigställdes 1936 och förbinder gamla KF-huset och Katarinahissen med Mosebacke torg. Mellan Lokattens trappor och Söderbergs trappor har man fri sikt mot norr över Stadsgården och Stockholms inlopp. Här begränsas Katarinavägen av en massiv stenbalustrad bestående av natursten och en toppskiva av granit som fortsätter in i båda trappor. Ungefär på halva sträckan utformades en del av balustraden som ett skyttevärn med skottgluggar ut mot Saltsjön.

## Konstnärlig utsmyckning
Strax öster om Dihlströms trappor står ett monument över de 170 svenska frivilliga som stupade i spanska inbördeskriget 1936. Monumentet heter La Mano (handen) och är gjord av konstnären Liss Eriksson. Dessutom finns en sten med karta över Spanien med de aktuella stridsområdena.

Byggnader
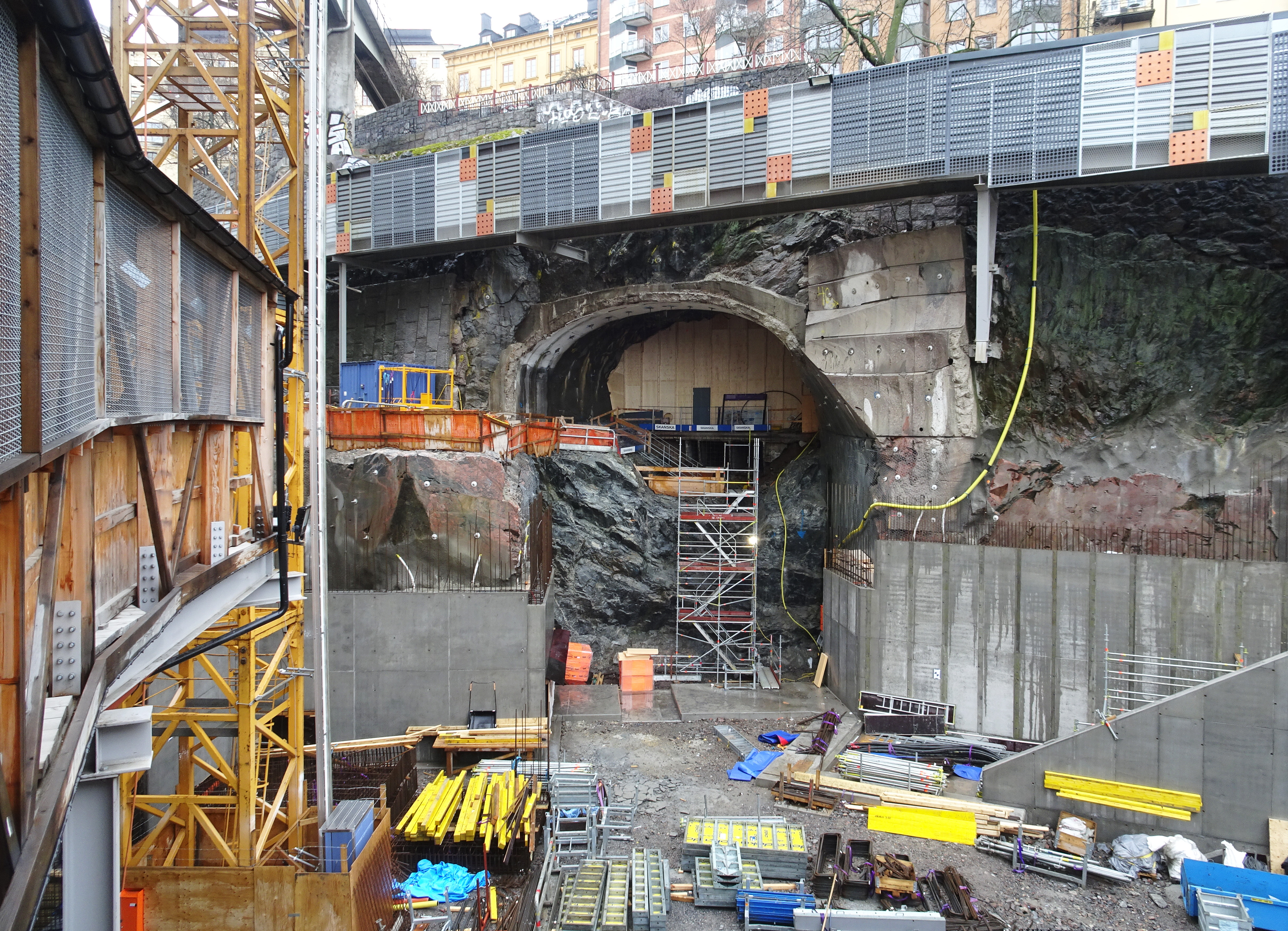
Byggarbeten framför P-hus Slussen 2019.
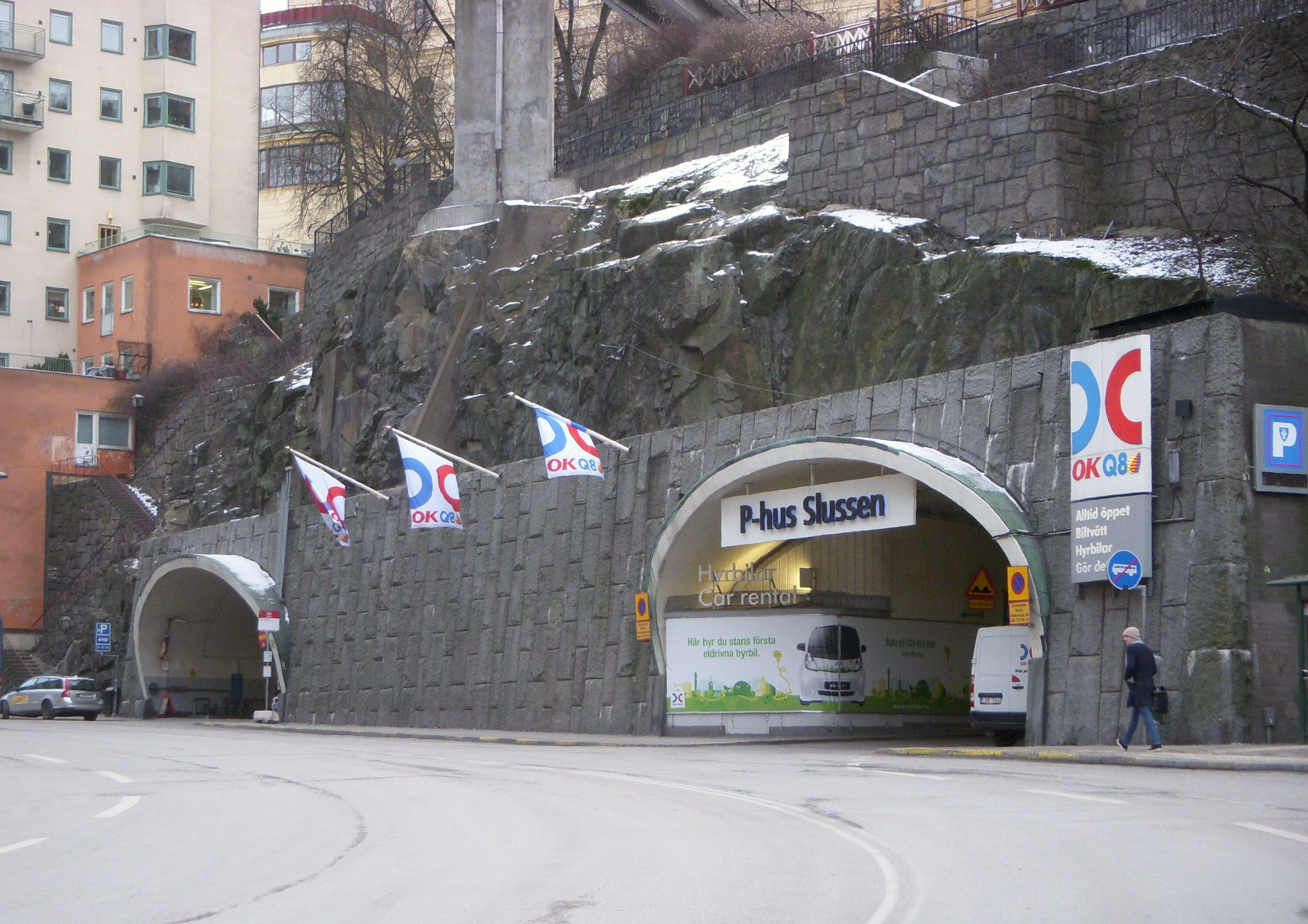
P-hus Slussen, 2012.
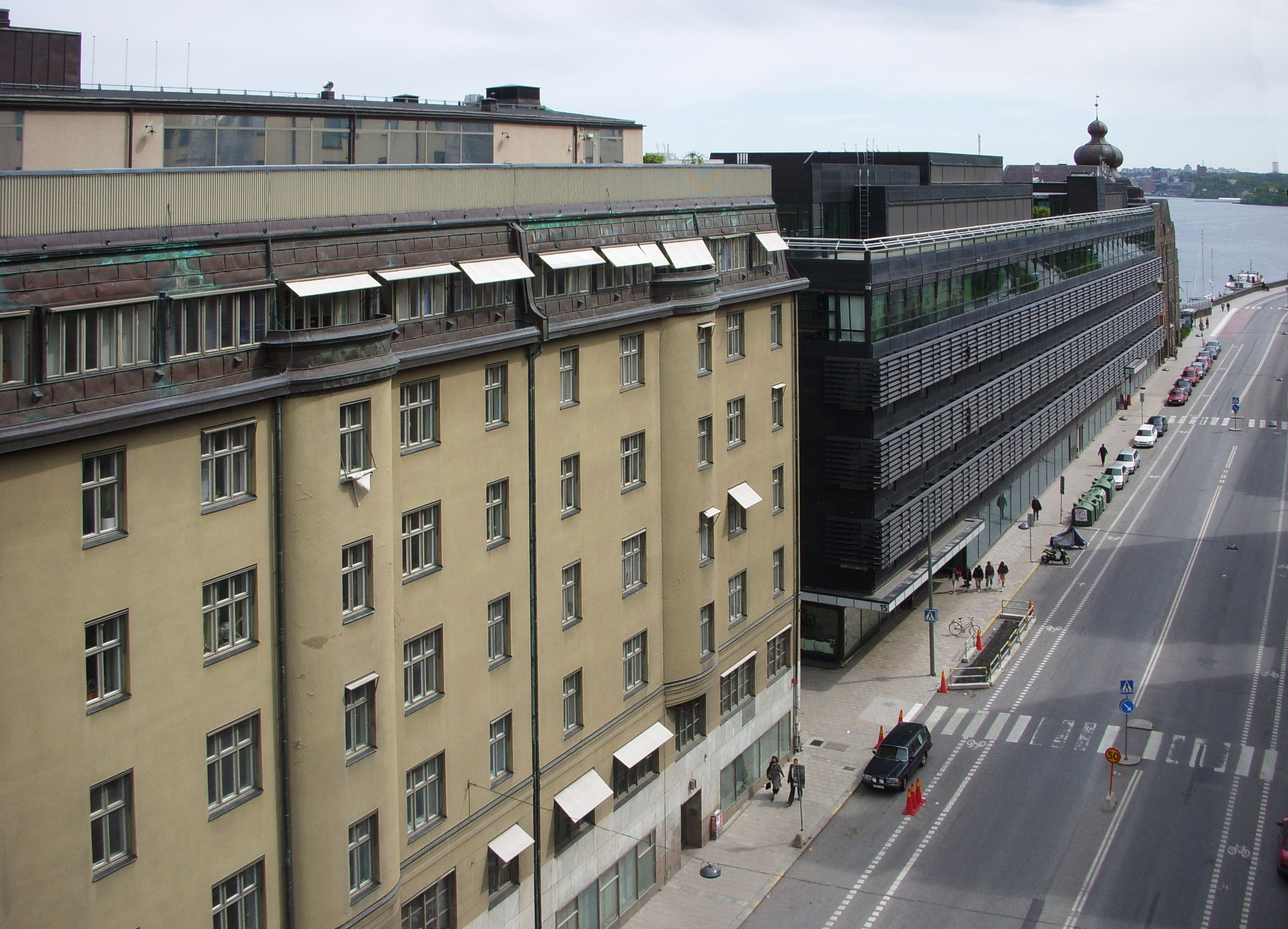
Båda KF-husen, 2009
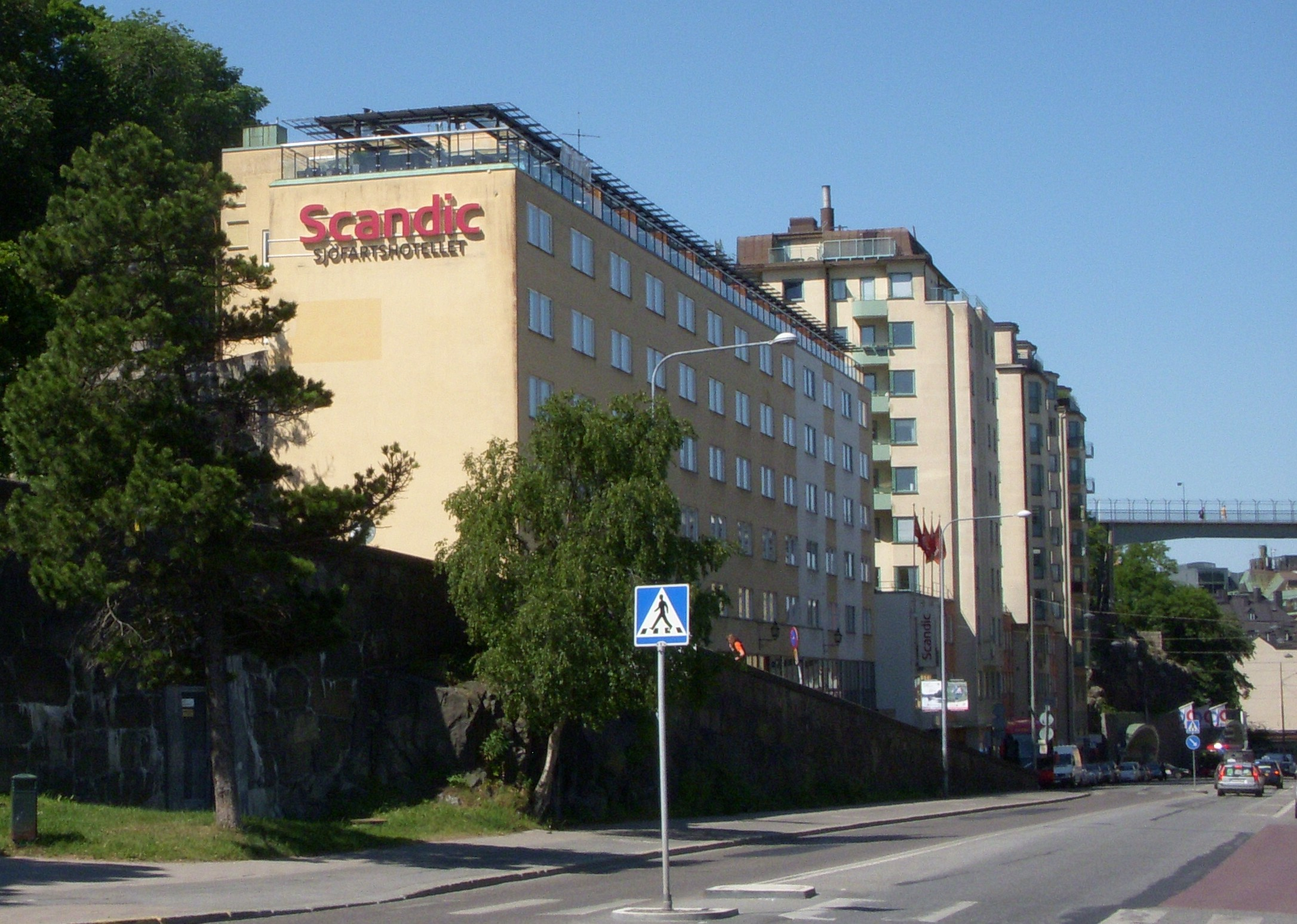
Sjöfartshotellet, 2010.
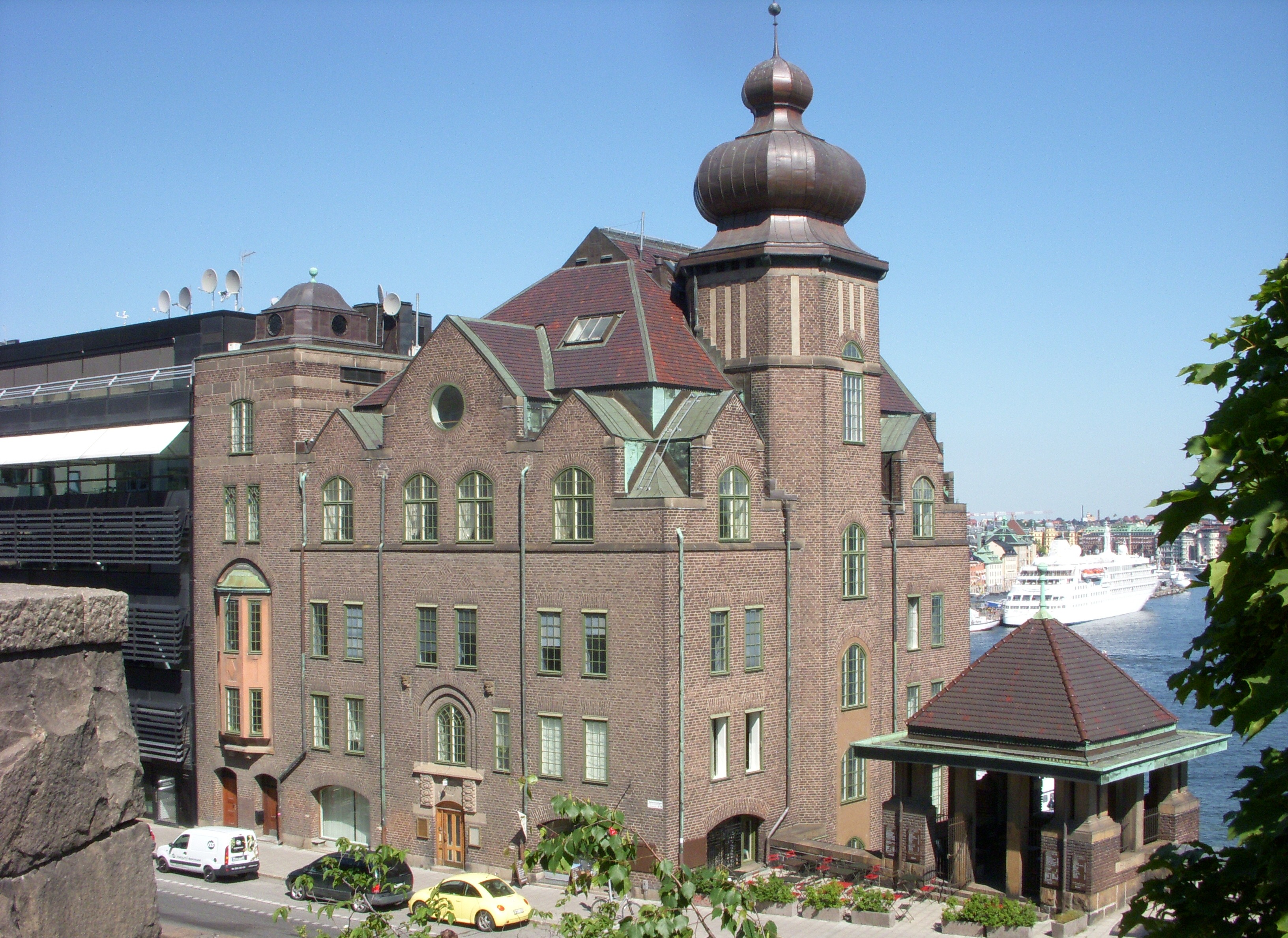
Sjömansinstitutets hus, 2010.

Annat
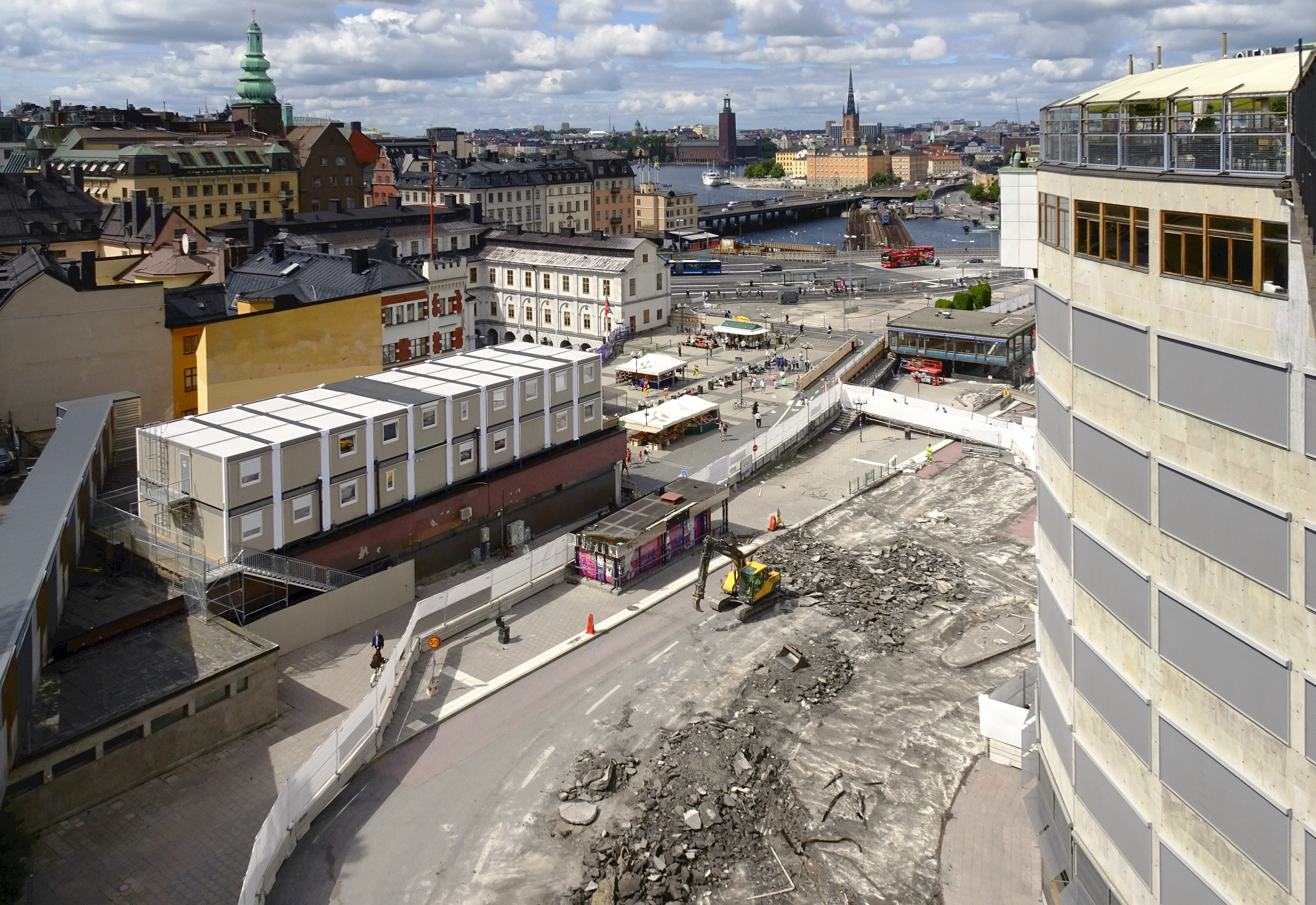
Katarinavägen avstängd vid Slussen, 2016.
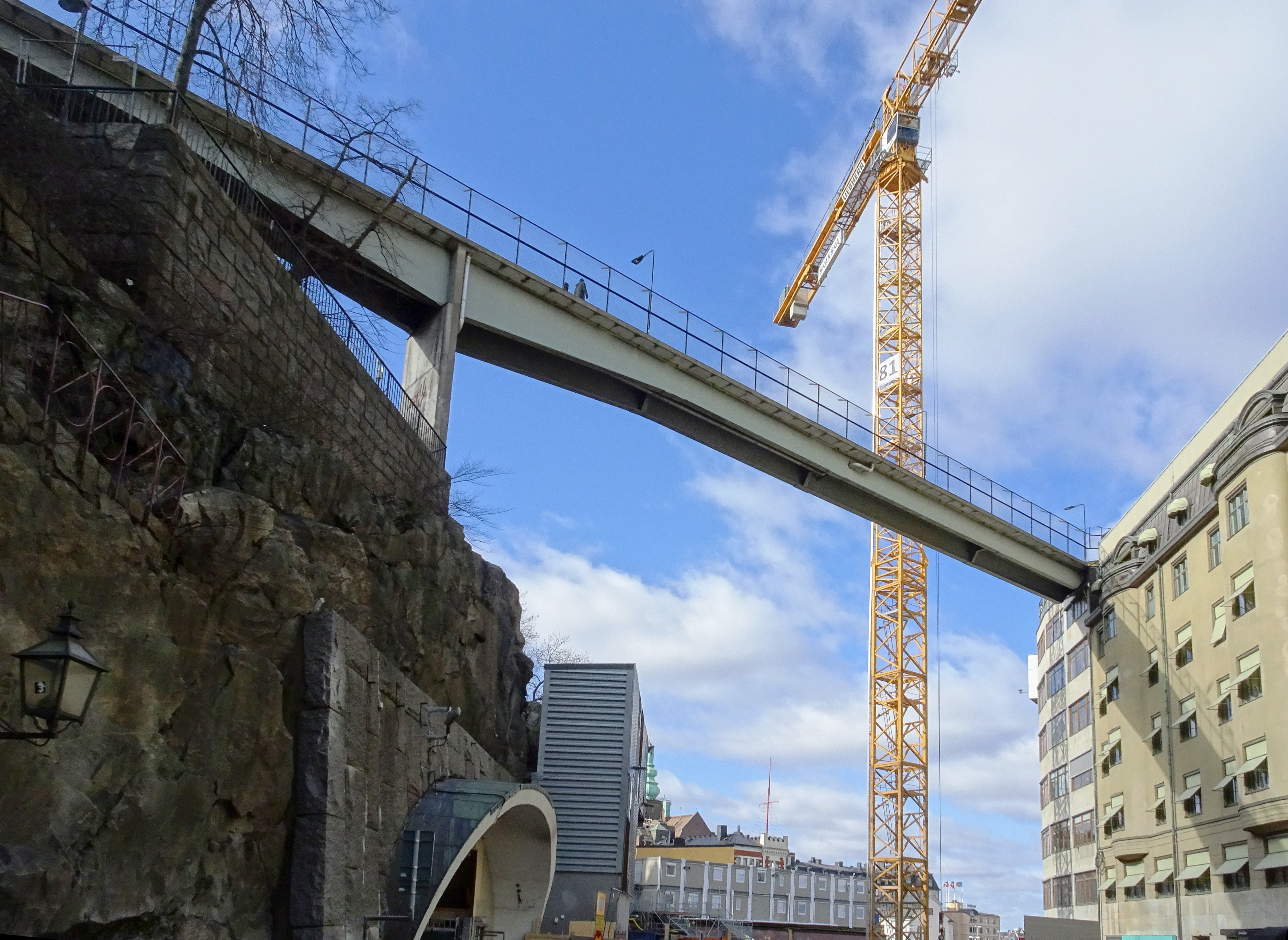
Katarina gångbro, 2019.
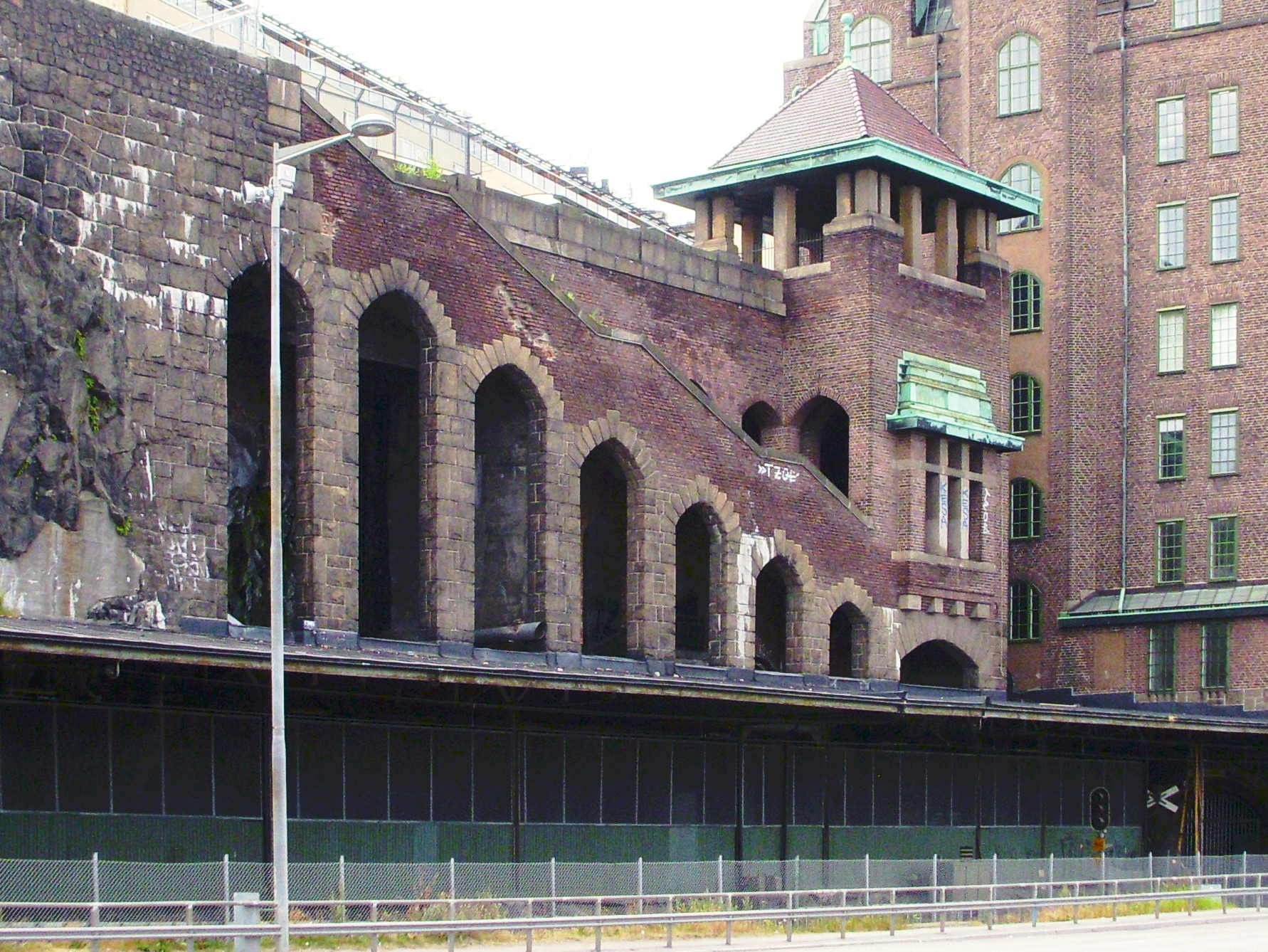
Lokattens trappor, 2010.
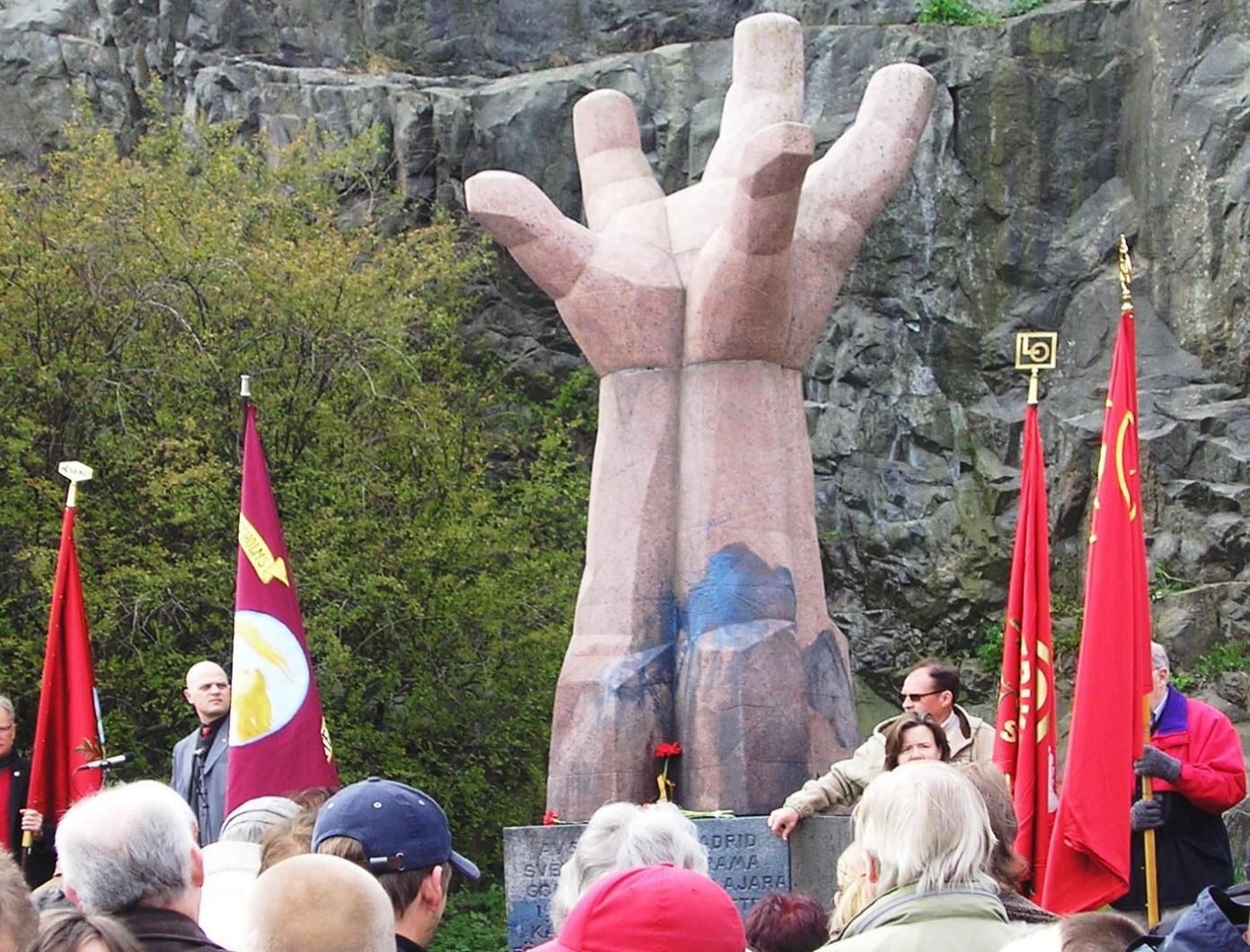
Skulpturen La Mano, 1 maj 2007.
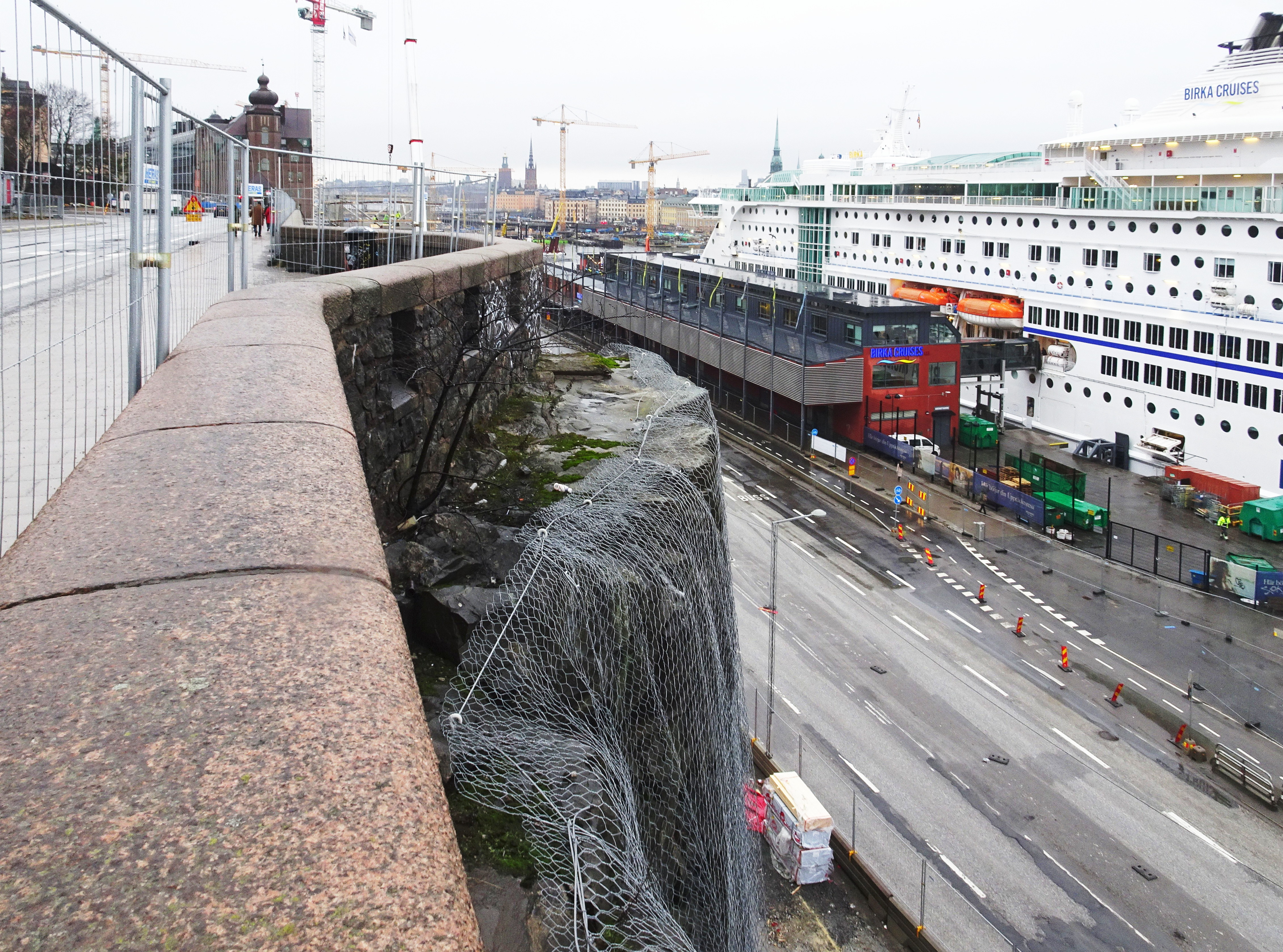
Katarinavägens balustrad med skyttevärn, 2019.

## Byggnader (urval)
- Nummer 3–11 och 15–17: KF-huset (gamla och nya).
- Nummer 16: P-hus Slussen med Katarinabergets skyddsrum.
- Nummer 19: Sjömansinstitutets hus.
- Nummer 24–28: Scandic Sjöfartshotellet.